# 중앙주 (카메룬)

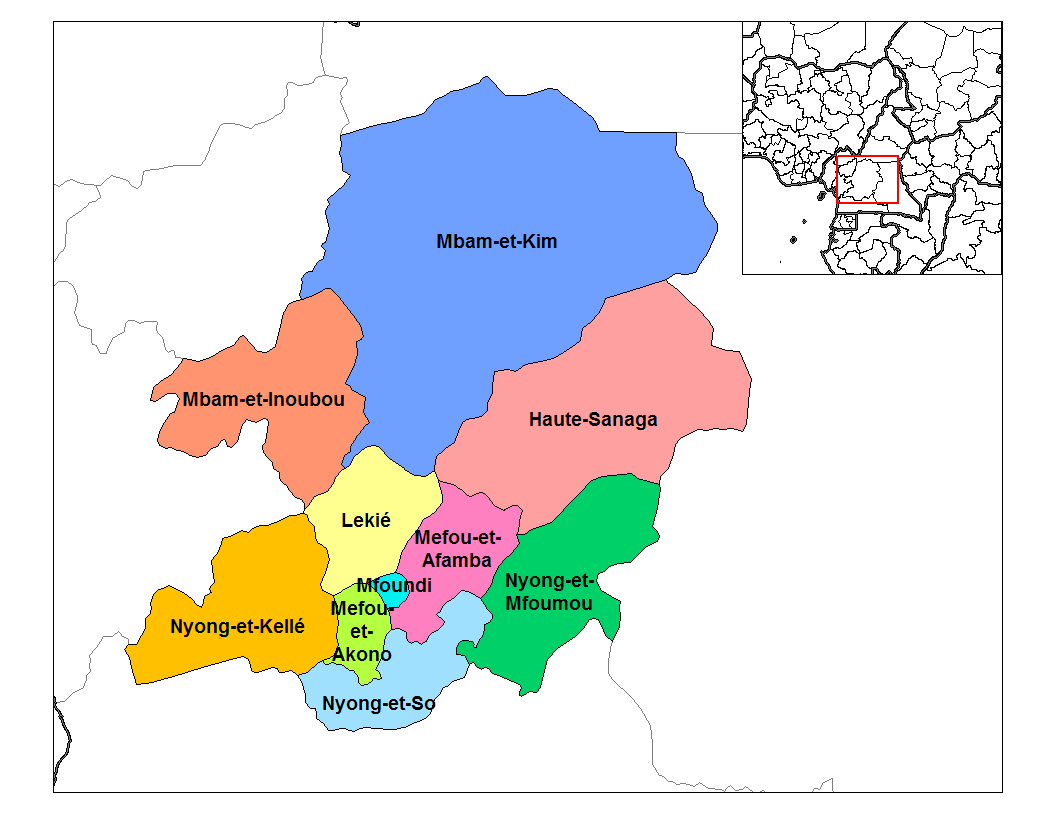
중앙 주

중앙주(프랑스어: Province du Centre)는 카메룬의 주로, 주도는 카메룬의 수도인 야운데이며 면적은 68,926km2, 인구(1987년 조사 기준)는 1,651,600명(인구밀도는 24명)이다.

## 인구
| 연도    | 인구      | ±% p.a. |
| ------- | --------- | ------- |
| 1976    | 1,176,743 | —       |
| 1987    | 1,651,600 | +3.13%  |
| 2005    | 3,098,044 | +3.56%  |
| 2015    | 4,159,500 | +2.99%  |
| source: |           |         |